# NGC 103
NGC 103 (ook wel PGC 1442, UGC 216) is een open sterrenhoop in het sterrenbeeld Cassiopeia. NGC 103 ligt op ongeveer 9.800 lichtjaar afstand van de Aarde.
NGC 103 werd op 5 oktober 1829 ontdekt door de Britse astronoom John Herschel.